# Petite bourgeoisie
Petite bourgeoisie (letteralmente, "piccola borghesia") è un francesismo (spesso derogatorio) riferito ad una classe sociale, comprendente i contadini semi-autonomi e i piccoli commercianti, la cui posizione ideologica politico-economica nei periodi di stabilità socioeconomica è determinata dalla riflessione di quella di una haute (alta) borghesia, con la quale la petite bourgeoisie cerca di identificarsi imitando la sua moralità.
Il termine politico-economico fa riferimento al materialismo storico e denotava originariamente un substrato della classe media del '700 e degli inizi del '800. Nella metà del XIX secolo, l'economista e filosofo tedesco Karl Marx, assieme ad altri teorici marxisti, usò il termine "petite bourgeoisie" per identificare lo strato socioeconomico della borghesia che comprendeva i piccoli capitalisti come negozianti e operai che gestivano la produzione, distribuzione e/o scambi di beni e/o servizi posseduti dai loro padroni borghesi.

## Definizione

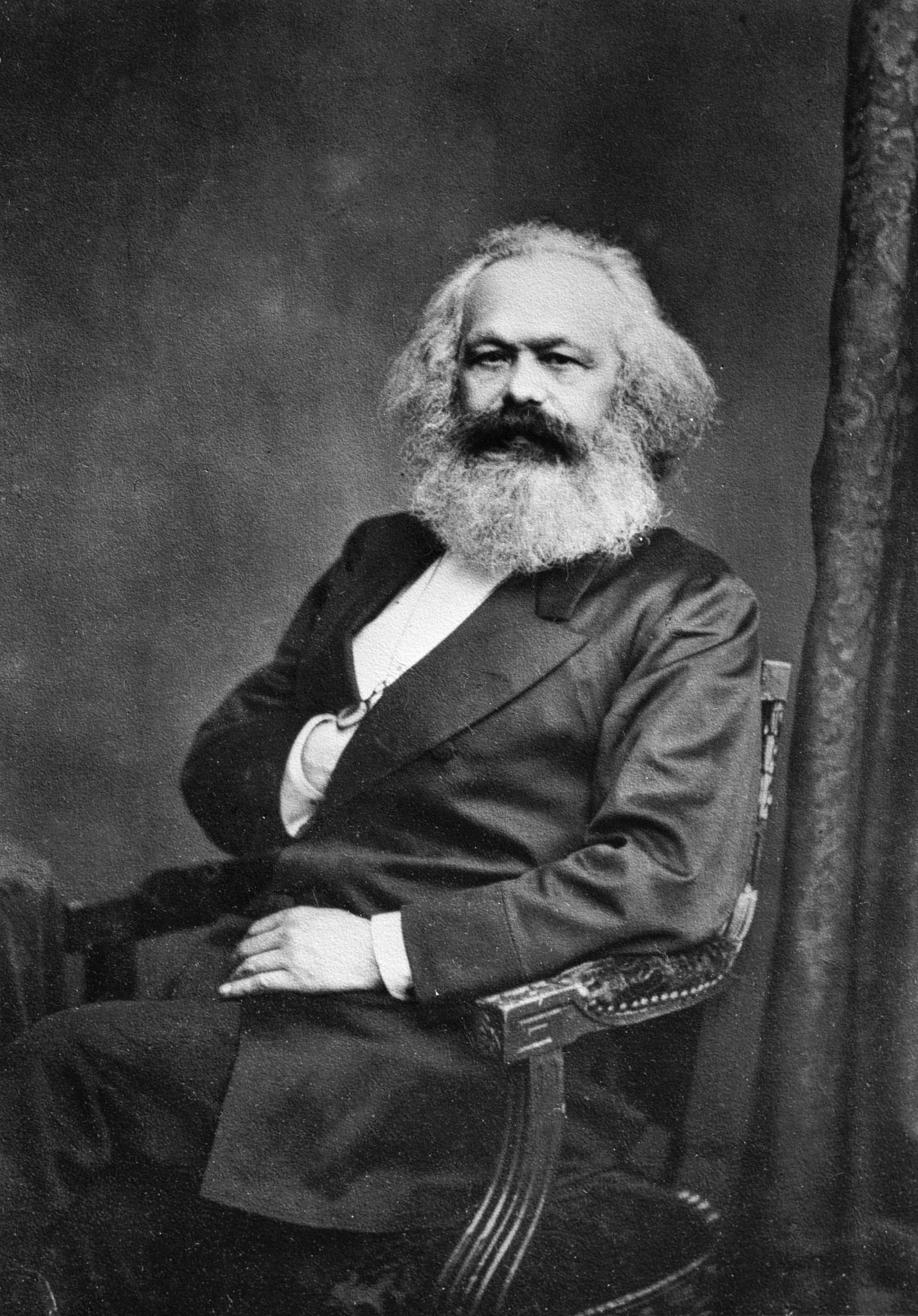
Karl Marx

La petite bourgeoisie è economicamente distinta dalla classe proletaria e del sottoproletariato che fanno affidamento sulla vendita della loro forza lavoro per sopravvivere; ed è distinta anche dalla classe capitalista dell'alta borghesia che possiede i mezzi di produzione e che quindi può comprare la forza lavoro del proletariato e del sottoproletariato per farli funzionare. Sebbene la petite bourgeoisie possa comprare il lavoro degli altri, essa lavora a fianco dei propri dipendenti, al contrario dell'alta borghesia.

## Ruolo nel fascismo
Storicamente, Marx aveva previsto che la petite bourgeoisie avrebbe perso nel corso dello sviluppo economico. Nell'evento, lo storico australiano Richard J. B. Bosworth suggerì che sarebbe diventato il perno politico del fascismo, la cui reazione politica era la loro risposta terroristica ad un'inevitabile perdita di potere (economico, politico e sociale) in favore dell'alta borghesia. Wilhelm Reich evidenziò anche il principale supporto dato dalla petite bourgeoisie e dalla classe media all'ascesa del fascismo in Germania nel libro La psicologia di massa del fascismo: le classi medie furono un focolaio per una reazione politica a causa della loro fiducia nella famiglia patriarcale (le piccole attività sono spesso sempre secondo Reich attività di auto-sfruttamento delle famiglie guidate dal padre, la cui moralità lega insieme la famiglia nella loro alquanto precaria posizione economica) e la sottesa repressione sessuale.

## Trattamento letterario dellapetite bourgeoisie

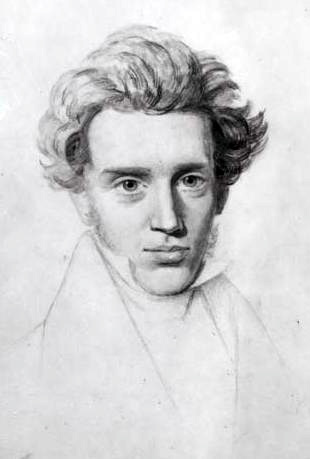
Søren Kierkegaard

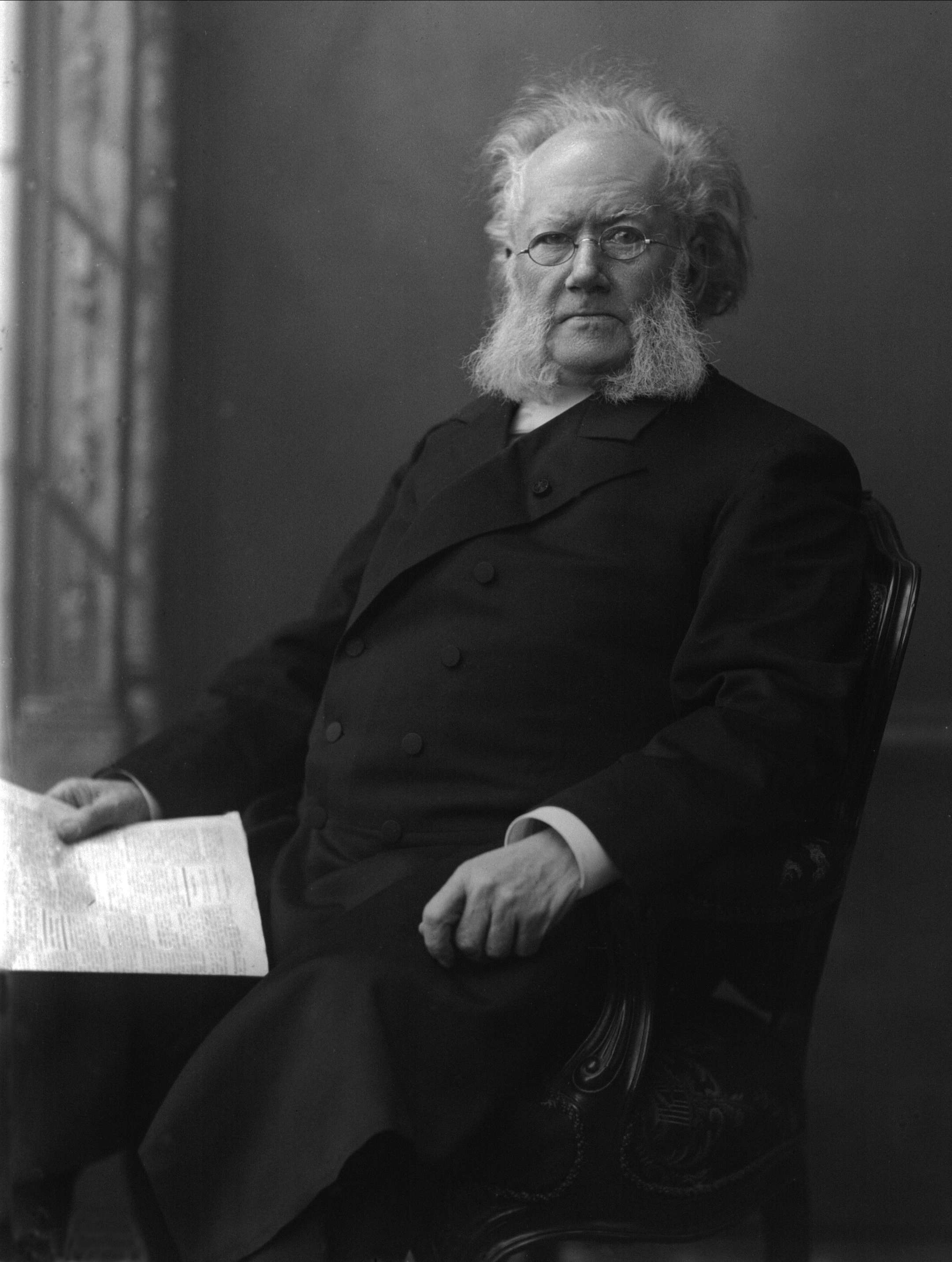
Henrik Ibsen

Søren Kierkegaard scrisse che "il piccolo borghese è senza spirito[.][...] Privo di immaginazione, come è sempre stato il piccolo borghese, lui vive in una certa orbita di esperienze banali come le cose si realizzano, cosa è possibile, cosa accade di solito, non importa se è un barista o un primo ministro. Questa è la via con la quale il piccolo borghese ha perso se stesso e Dio." Secondo Kierkegaard, il piccolo borghese esemplifica un vuoto spirituale che è radicato in una sopravvalutazione del mondo terreno, piuttosto che nell'interiorità del proprio essere. Tuttavia, l'accusa di Kierkegaard non si basa soprattutto su un'analisi di classe della petite bourgeoisie ma sulla percezione di una visione globale che era comune nella sua classe media.
Infatti, sebbene vi fossero state molte descrizioni della petite bourgeoisie nella letteratura, basata su un'immagine della loro praticità eccessivamente convenzionale, le realtà di tale classe attraverso il XIX secolo erano molto più complesse. Tuttavia, gli scrittori si sono interessati alla morale della petite bourgeoisie ritraendola attraverso personaggi indesiderabili. Il dramma Un nemico del popolo fu scritto da Henrik Ibsen come risposta diretta all'accoglienza negativa di Spettri, opera considerata scandalosa per l'epoca dove veniva presentata un'aspra critica alla borghesia. (oltre a riferimenti considerati "indecenti" alle malattie veneree). In seguito, la politica marxista e la preoccupazione di Bertolt Brecht nei confronti del nazismo portarono il filosofo tedesco ad interessarsi alla mentalità della petite bourgeoisie, tanto da rappresentarla ripetutamente nei suoi lavori (uno di questi è il libretto de I sette peccati capitali).
James C. Scott dedica in un suo libro un intero capitolo alla descrizione di alcune caratteristiche della petite bourgeoisie. Innanzitutto, puntualizza il disprezzo di questa classe da parte dei marxisti a causa dell'ambiguità della loro posizione. In seguito evidenza che tale posizione di 'disgusto' comprende sia il blocco socialista sia le grandi democrazie capitaliste per via della difficoltà nel controllare, tassare e indirizzare questa classe mobile attiva in numerose attività economiche. Afferma inoltre come la petite bourgeoisie sia esistita per la maggior parte della storia civilizzata e che persino coloro che non sono appartenuti a questa classe hanno dovuto in un certo modo desiderare di diventare piccoli proprietari terrieri a causa della autonomia conferita e dalla condizione sociale. Scott continua sostenendo che il desiderio di possedere un terreno è stato il leitmotiv dei movimenti di massa egualitari più radicali. Argomenta inoltre che la petite bourgeoisie possiede un ruolo economico indispensabile in termini di invenzione e innovazione, citando come esempio le startup informatiche che sviluppano idee spesso acquistate da compagnie più grandi. Scott puntualizza inoltre che i piccoli negozianti forniscono molti servizi sociali "non pagati" come ad esempio: 
(James C. Scott)